# Aéroport de Catane-Fontanarossa
Pour les articles homonymes, voir Fontanarossa et CTA.
L’aéroport de Catane-Fontanarossa est le principal aéroport de Sicile et le 4e italien pour ce qui est du trafic passagers avec plus de 3,6 millions de passagers en 2020. Il est situé près de la ville de Catane, à l'est de la Sicile.

## Situation

### Carte des aéroports en Italie
| \| 100 km1:7 506 000 \| Abruzzes Alghero Ancône Bari Bergame Bologne Bolzano Brescia Brindisi Cagliari Catane Comiso Grosseto Coni Elbe Florence Foggia Gênes Lamezia Terme Lampedusa Milan L. Milan M. Naples Olbia Palerme Pantelleria Parme Pérouse Pise Reggio de Calabre Rimini Rome C. Rome F. Salerne Trapani Trévise Trieste Turin Venise Vérone |
| 100 km1:7 506 000 |

## Compagnies et destinations
| Compagnies                    | Destinations |
| ----------------------------- | --- |
| Aegean Airlines               | En saison : Athènes E.-Venizélos |
| AeroItalia                    | En saison : Bergame-Orio al Serio, Forlì |
| Air Arabia Maroc              | Casablanca-Mohammed-V |
| Air Cairo                     | Charm el-Cheikh, Le Caire, Louxor |
| Air France                    | Paris-Charles de Gaulle En saison : Marseille-Provence |
| Air Malta                     | Malte |
| Air Serbia                    | Belgrade-Nikola-Tesla |
| AlbaStar                      | En saison : Bergame-Orio al Serio, Milan-Malpensa, Parme |
| Animawings                    | En saison : Bucarest-H. Coandă |
| Austrian Airlines             | En saison : Vienne-Schwechat |
| British Airways               | En saison : Londres-Gatwick |
| Corendon Airlines             | En saison : Hanovre |
| DAT                           | Lampédouse, Pantelleria En saison : Olbia-Costa Smeralda |
| easyJet                       | - Berlin-Brandebourg, - Bristol, - Édimbourg, - Londres-Gatwick, - Londres-Luton, - Milan-Malpensa, - Naples-Capodichino, - Paris-Charles de Gaulle En saison : - Amsterdam, - Bordeaux-Mérignac, - Lyon-Saint-Exupéry, - Manchester, - Nantes-Atlantique, - Nice-Côte d'Azur |
| easyJet Switzerland           | Bâle-Mulhouse, Genève-Cointrin En saison : Zurich |
| Edelweiss Air                 | Zurich |
| El Al                         | Tel Aviv - Ben Gourion |
| Eurowings                     | Düsseldorf En saison : Cologne/Bonn-K. Adenauer, Dortmund, Hambourg-H.-Schmidt, Stuttgart |
| Electra Airways               | En saison charter : Mostar |
| Finnair                       | En saison : Helsinki-Vantaa |
| flydubai                      | Dubaï |
| Iberia                        | En saison : Madrid-Barajas |
| Israir Airlines               | Tel Aviv - Ben Gourion |
| ITA Airways                   | Milan-Linate, Rome Léonard-de-Vinci/Fiumicino |
| Jet2.com                      | En saison : Birmingham, Leeds-Bradford, Londres-Stansted, Manchester |
| KLM                           | Amsterdam |
| LOT Polish Airlines           | En saison charter : Katowice-Pyrzowice |
| Lufthansa                     | Francfort, Munich-F. J. Strauß |
| Luxair                        | En saison : Luxembourg-Findel |
| Neos                          | En saison : Bergame-Orio al Serio, Milan-Malpensa, Vérone - Villafranca En saison charter : Charm el-Cheikh |
| Norwegian Air Shuttle         | En saison : Copenhague-Kastrup, Oslo-Gardermoen, Stockholm-Arlanda |
| Ryanair                       | - Athènes E.-Venizélos, - Bari-Karol Wojtyła, - Bergame-Orio al Serio, - Berlin-Brandebourg, - Bologne-Borgo Panigale, - Budapest-Ferenc Liszt, - Cagliari, - Eindhoven, - Gênes-Christophe-Colomb, - Katowice-Pyrzowice, - Cracovie-Jean-Paul II, - Londres-Luton, - Londres-Stansted, - Madrid-Barajas, - Malte, - Marseille-Provence, - Milan-Malpensa, - Naples-Capodichino, - Pérouse-Sant'Egidio, - Pise-Galileo Galilei, - Rome Léonard-de-Vinci/Fiumicino, - Séville-San Pablo, - Sofia-Vrajdebna, - Trieste/Frioul, - Turin S.-Pertini (Caselle), - Varsovie-Modlin (Mazovie), - Venise - Marco Polo, - Vérone - Villafranca, - Vienne-Schwechat En saison : Alghero-Fertilia, Charleroi Bruxelles-Sud |
| Scandinavian Airlines         | En saison : Oslo-Gardermoen |
| SkyAlps                       | En saison : Bolzano |
| SmartWings                    | En saison : Bratislava-M. R. Štefánik, Prague-Václav-Havel, Varsovie-Chopin |
| Sun d'Or                      | En saison : Tel Aviv - Ben Gourion |
| Swiss International Air Lines | En saison : Genève-Cointrin, Zurich |
| Transavia                     | En saison : Amsterdam |
| Transavia France              | En saison : Paris-Orly |
| TUI fly Belgium               | En saison : Bruxelles-National |
| Turkish Airlines              | Istanbul |
| Volotea                       | - Abruzzes, - Ancône-Falconara, - Gênes-Christophe-Colomb, - Naples-Capodichino, - Venise - Marco Polo, - Vérone - Villafranca En saison : Florence-Peretola, Nantes-Atlantique, Olbia-Costa Smeralda, Tarbes-Lourdes-Pyrénées, Toulouse-Blagnac |
| Vueling                       | Barcelone-El Prat, Florence-Peretola |
| Wizz Air                      | - Bologne-Borgo Panigale, - Bucarest-H. Coandă, - Budapest-Ferenc Liszt, - Cluj-Napoca, - Iași, - Katowice-Pyrzowice, - Cracovie-Jean-Paul II, - Londres-Gatwick, - Memmingen, - Milan-Malpensa, - Pise-Galileo Galilei, - Prague-Václav-Havel, - Riyad-roi Khaled, - Sofia-Vrajdebna, - Tel Aviv - Ben Gourion, - Tirana, - Turin S.-Pertini (Caselle), - Varsovie-Chopin, - Venise - Marco Polo, - Vérone - Villafranca, - Vienne-Schwechat En saison : Abou Dabi, Héraklion-N. Kazantzákis, Mykonos, Santorin |

Édité le 10/11/2018. Actualisé le 19/01/2023.

## Statistiques

### Aperçu annuel
Pour des raisons techniques, il est temporairement impossible d'afficher le graphique qui aurait dû être présenté ici.

Voir la requête brute et les sources sur Wikidata.

### Zoom sur l'impact du covid de 2019-2020
Pour des raisons techniques, il est temporairement impossible d'afficher le graphique qui aurait dû être présenté ici.

Voir la requête brute et les sources sur Wikidata.

### Passagers
| Année | Passagers |
| ----- | --------- |
| 1968  | 362 251   |
| 1983  | 1 067 510 |
| 1989  | 1 756 894 |
| 1990  | 1 947 467 |
| 1991  | 1 495 624 |
| 1992  | 1 619 780 |
| 1993  | 2 026 011 |
| 1994  | 2 107 500 |
| 1995  | 2 284 563 |
| 1996  | 2 534 040 |
| 1997  | 2 930 157 |
| 1998  | 3 158 103 |
| 1999  | 3 557 718 |
| 2000  | 3 970 754 |
| 2001  | 3 925 289 |
| 2002  | 4 079 609 |
| 2003  | 4 807 643 |
| 2004  | 5 107 832 |
| 2005  | 5 192 697 |
| 2006  | 5 396 380 |
| 2007  | 6 083 735 |
| 2008  | 6 054 469 |
| 2009  | 5 935 027 |
| 2010  | 6 321 753 |
| 2015  | 7 105 487 |
| 2017  | 9 120 913 |